# Quadres d'una exposició
Quadres d'una exposició és una famosa suite de deu peces musicals, composta per Modest Mússorgski el 1874. Mussorgski va escriure l'obra per a piano, però possiblement és més coneguda per les diferents orquestracions i arranjaments d'altres músics i compositors. Mússorgski va compondre l'obra en commemoració al seu amic, l'artista i arquitecte Víktor Hartmann, que havia mort amb només 39 anys l'any anterior. El títol original de la suite fou Hartmann.
Fou probablement el 1870 quan Mussorgski va conéixer Hartmann, amb qui compartia una forta devoció per tot allò relacionat amb l'art rus. Més de 400 obres de Hartmann van formar part d'una exhibició pòstuma a Sant Petersburg, entre els mesos de febrer i març de 1874, i Quadres d'una exposició, compost pocs mesos després, agafa la forma d'un recorregut musical imaginari al voltant de la col·lecció. Com a base pictòrica per a la seva exposició musical, Mússorgski va seleccionar un conjunt de dibuixos i aquarel·les. Tot i això, només tres dels deu quadres representats a la suite aparegueren realment a l'exposició de 1874 ('Ball dels pollets en les seves closques', 'La cabanya sobre potes de gallina' on viu la bruixa Baba Iagà, i 'La gran porta de Kiev'. Malauradament, no podem assegurar en tots els casos a quina obra de Hartmann es refereix Mússorgski, perquè molts dels quadres de Hartmann han desaparegut amb el pas del temps.
Mússorgski estructurà la suite de manera que li permetia representar el seu propi recorregut a través de l'exposició. Per a fer-ho, va utilitzar el tema inicial 'Promenade', i quatre Promenades més al llarg de la suite. Cap al final de l'obra, el tema del 'Promenade' ha deixat de funcionar com un simple enllaç, i apareix com a part dels quadres: el tema protagonitza moviments com 'Con mortuis in lingua mortua' i 'La gran porta de Kiev', misteriosament en un, a manera de celebració en l'altra.

## Història de les publicacions
Com la majoria d'obres de Mússorgski, Quadres d'una exposició té una complicada història de publicacions. Tot i ser composta molt ràpidament (entre el 2 i el 22 de juny de 1874), l'obra no apareix impresa fins a 1886 (cinc anys després de la mort del compositor). Aquesta publicació, això no obstant, no era una representació exacta de les notes de Mússorgski; però presentava una text revisat i editat que havia patit una miqueta de 'neteja', però al mateix temps contenia una quantitat considerable d'errors i malinterpretacions. No va ser fins al 1931 (més de mig segle després de la composició de l'obra) que Quadres d'una exposició es va publicar d'una manera fidel als manuscrits del compositor. Més tard, l'any 1940, el compositor italià Luigi Dallapiccola va publicar una crítica important de l'obra de Mússorgski amb extensos comentaris. Finalment, els manuscrits de Mússorgski es van publicar com a facsímil l'any 1975.

## Arranjaments
El primer músic que va fer un arranjament de Quadres d'una exposició per a orquestra va ser el no gaire conegut compositor i director rus Mikhaïl Túixmalov (1861-96). De tota manera, la seva versió (interpretada per primera vegada el 1891 i produïda possiblement al voltant de 1886 quan era alumne de Rimski-Kórsakov) no abastava tota la suite: només set dels deu quadres hi estaven presents (ni 'Gnomus', ni 'Tulleries', ni 'Bydlo'), i s'hi van ometre tots els 'Promenades' exceptuant el darrer, que s'utilitzava en lloc del primer.
Després d'ell, la següent orquestració va anar a càrrec del director britànic Sir Henry Wood al voltant de l'any 1915. Aquest també va eliminar alguns dels 'Promenades'.
La primera persona a fer una orquestració completa va ser el violinista i director eslovè Leo Funtek, qui va finalitzar la seva versió l'any 1922 mentre treballava i vivia a Finlàndia.
La versió de Maurice Ravel (arranjada també el 1922, per a un encàrrec de Serge Koussevitzky) ha sigut la més popular tant en concerts com en les gravacions de l'obra. Tot i això, Ravel també va ometre un dels 'Promenades', en concret el cinquè i últim.
El director Leopold Stokowski va introduir la versió de Ravel als auditoris de Filadèlfia el novembre de 1929; i va fer una altra versió (incorporant molt del que es podria anomenar recomposició) deu anys després. Stokowski va revisar la seva versió al llarg dels anys, i en va realitzar tres gravacions (1939, 1941 i 1965). Les partitures no es van editar fins a 1971.
També existeixen diverses adaptacions per a banda simfònica. Alguns dels moviments, però no s'havien adaptat mai per a banda fins a l'any 2005, quan el compositor benisser Javier Santacreu va arranjar moviments com Gnomus, Samuel Goldenberg und Schmuÿle i alguns Promenades.
S'han fet moltes altres orquestracions i arranjaments, i la composició original per a piano també ha sigut interpretada i gravada amb molta freqüència. Elgar Howarth va fer un arranjament per a conjunt de metalls en la dècada dels setanta, per al Philip Jones Brass Ensemble. També hi ha una adaptació per a guitarra feta per Kazuhito Yamashita.
Hi ha hagut també moltes altres interpretacions distintes: una incorporant rock, jazz i elements folk pel trio britànic Emerson, Lake & Palmer el 1971 i una versió de música electrònica per Isao Tomita el 1975. També hi ha una adaptació al heavy metal feta per la banda alemanya Mekong Delta. Death Cab For Cutie han fet també una cançó amb el mateix nom. L'any 2003 el compositor per a guitarra Trevor Rabin va publicar la seva adaptació per a guitarra elèctrica del Promenade.